# Los Serranos
Los Serranos, también conocido como La Serranía, es una comarca situada en el interior de la provincia de Valencia dentro de la Comunidad Valenciana, España. También recibe el nombre de La Serranía del Turia. Comprende el curso medio del río Turia y territorios adyacentes, que dentro del territorio perteneciente a la Comunidad Valenciana se puede considerar como el curso alto, junto al tramo que discurre por el Rincón de Ademuz.
Comarca con baja densidad demográfica, la capital histórica es Villar del Arzobispo, además de ser el municipio más poblado.

## Municipios
| Municipio            | Población (2023) | Superficie | Densidad |
| -------------------- | ---------------- | ---------- | -------- |
| Villar del Arzobispo | 3700             | 40,70      | 87,32    |
| Pedralba             | 3048             | 58,90      | 47,16    |
| Chelva               | 1739             | 190,60     | 7,81     |
| Tuéjar               | 1201             | 121,90     | 9,15     |
| Bugarra              | 783              | 40,30      | 18,04    |
| Chulilla             | 687              | 61,80      | 10,76    |
| Domeño               | 684              | 68,80      | 10,29    |
| Alpuente             | 667              | 138,30     | 4,58     |
| Alcublas             | 635              | 43,50      | 14,44    |
| Gestalgar            | 569              | 69,70      | 7,98     |
| Higueruelas          | 522              | 18,80      | 26,60    |
| Losa del Obispo      | 520              | 12,20      | 41,56    |
| Titaguas             | 505              | 63,20      | 7,17     |
| Calles               | 431              | 64,50      | 5,50     |
| Sot de Chera         | 423              | 38,80      | 9,51     |
| Aras de los Olmos    | 381              | 76,00      | 5,01     |
| Andilla              | 311              | 142,80     | 2,23     |
| La Yesa              | 235              | 84,70      | 2,70     |
| Benagéber            | 168              | 69,80      | 2,75     |
| Total                | 16 692           | 1405,30    | 11,50    |

## Geografía
La comarca limita al este con la comarca del Campo de Turia, al sur con las comarcas de Plana de Utiel-Requena y la Hoya de Buñol-Chiva, al oeste con la provincia de Cuenca, y al norte con la comarcas del Alto Palancia y la Gúdar-Javalambre, esta última ya en la provincia de Teruel.
La Serranía es una unidad geográfica limitada por las montañas antilicinales de orientación ibérica (NO-SE) de Javalambre por el norte y Sierra del Negrete por el sur. Entre éstas se encuentra la cuenca del río Turia, que se encuentra encajado entre espectaculares gargantas de paredes de hasta 200 metros de altura, como los de Santa Cruz de Moya, de Puente Alta en Calles y el de Chulilla. También podemos destacar el río Tuéjar que es afluente del río Turia.
La unidad se caracteriza por los sistemas montañosos como las sierras del Remedio, la Talaya, Santa María, Sierra de los Bosques, etc. También se encuentran muelas calcáreas como las de Alpuente, Aras de los Olmos, etc.
El Turia ha construido pequeñas vegas como las de Benagéber, Domeño, Tuéjar, Chelva y Loriguilla, de geología de tipo keuper, terreno muy propicio para la construcción de embalses. En esta comarca hay dos embalses, el de Benagéber y el de Loriguilla, que abastecen al área metropolitana de Valencia.
Los municipios de la parte alta de la comarca por los que discurre el río, junto a algunos del Rincón de Ademuz y Santa Cruz de Moya, forman parte desde 2019 de la Red Mundial de Reservas de la Biosfera, con la Reserva del Alto Turia.

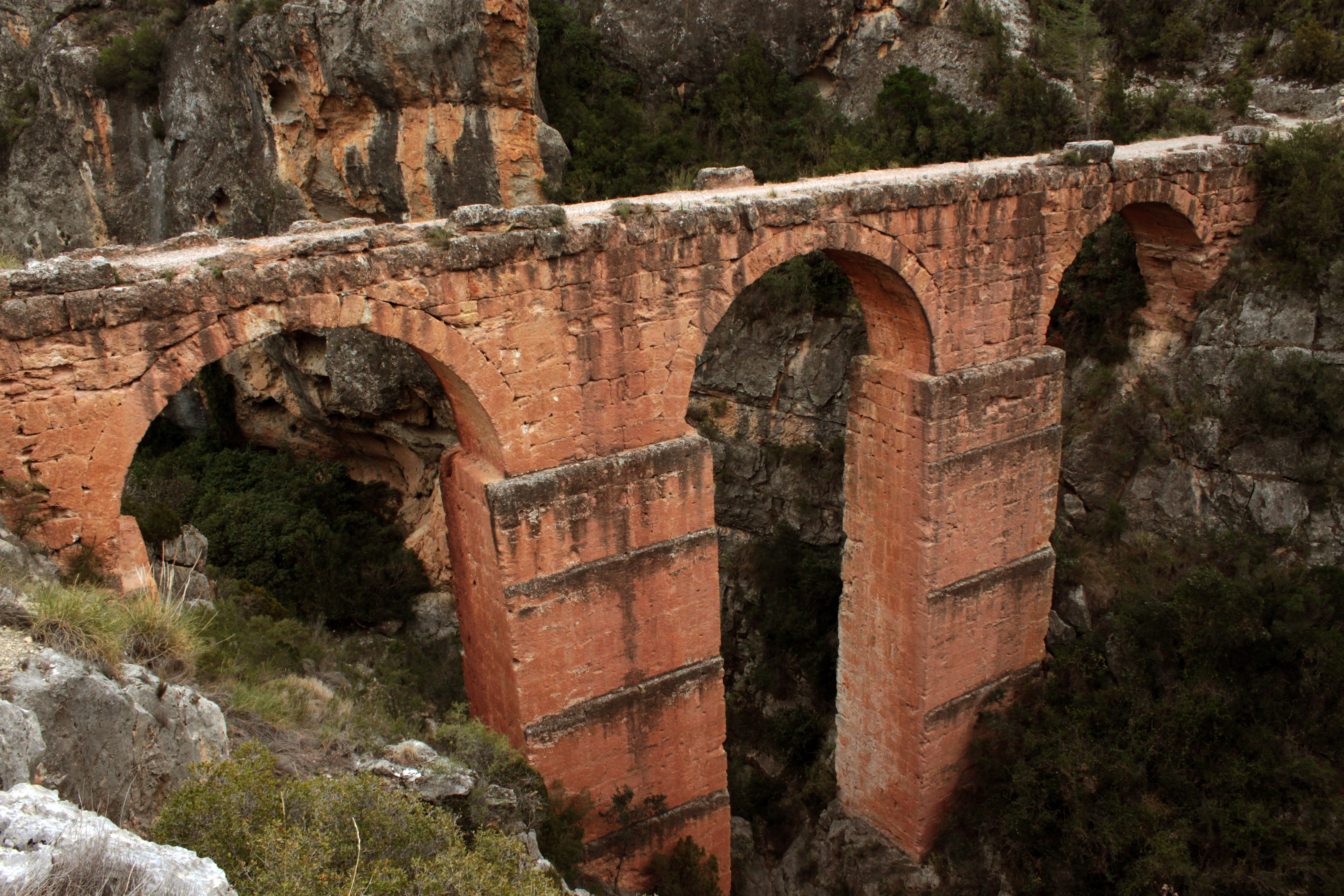
Acueducto de Peña Cortada, Calles.

## Lengua e Historia
La lengua propia de sus habitantes es el castellano, con una fuerte permanencia de rasgos propios de la lengua aragonesa en la forma de sustrato (pues pertenece al grupo de comarcas valencianas que tras la Reconquista fueron repobladas con aragoneses -ver comarcas churras-) y la variedad dialectal de la zona es conocida popularmente como churro, (al igual que en el resto de comarcas próximas castellano-hablantes como el Alto Palancia, Alto Mijares, Hoya de Buñol o el Rincón de Ademuz).

## Delimitaciones históricas
La Serranía es una comarca histórica que ya aparecía bajo el nombre de Serrania de Xelva en el mapa de comarcas de Emili Beüt "Comarques naturals del Regne de València" publicado el año 1934. Las únicas diferencias al respecto, es que los municipios de Chera y Sinarcas, actualmente se encuentran encuadrados dentro de la vecina comarca de la Plana de Utiel-Requena, por sus mejores comunicaciones, y la antigua localidad de Loriguilla, (que actualmente se encuentra abandonada tras la construcción del pantano), ahora está ubicada en el Campo de Turia. Domeño, que estaba en la falda de la montaña a la vera de los ríos Turia y Tuéjar, actualmente está emplazada en territorio del Campo de Turia pero pertenece a Los Serranos. También se crearon, a raíz de la construcción del pantano de Benagéber, el nuevo pueblo de Benagéber, ubicado en las proximidades de la aldea de Nieva (el antiguo pueblo está bajo las aguas del pantano), permaneciendo en la comarca de La Serranía, y las colonias de San Isidro de Benagéber (actualmente pedanía de Moncada, en la comarca de La Huerta) y San Antonio de Benagéber (entre Paterna, Bétera y La Pobla de Vallbona) que consiguió su independencia constituyéndose como municipio, perteneciendo a la comarca del Campo del Turia. Por razones geográficas, algunas obras incluyen los municipios de Pedralba, Bugarra y Gestalgar en la comarca del Campo del Turia, e incluso en la comarca de la Hoya de Buñol-Chiva, por su vinculación histórica y también geográfica, y el municipio de Alcublas tanto en el Alto Palancia, por su vinculación histórica, como también en el Campo del Turia.
Gran parte de la comarca perteneció a la antigua diócesis de Segorbe. En concreto los antiguos territorios de Alpuente (que incluía La Yesa, Aras y Titaguas), de Chelva (que incluía Sinarcas, Benagéber, Tuéjar, Calles, Domeño, Loriguilla e Higueruelas), de Andilla, y Alcublas (que dependía de la Cartuja de Vall de Crist, en Altura). Sin embargo, el resto de la comarca, la parte suroriental, ha pertenecido desde sus inicios a la diócesis de Valencia. Estos son los antiguos territorios de Sot de Chera (con Chera), de Chulilla (con el Villar y Losa), de Gestalgar, y de Pedralba (con Bugarra).